# Open Angers Arena Loire 2022
L'Open Angers Arena Loire 2022, conosciuto come Open P2i Angers Arena Loire per motivi di sponsorizzazione, è stato un torneo femminile di tennis giocato sul cemento indoor. È stata la 2ª edizione del torneo, facente parte della categoria WTA 125 nell'ambito del WTA Challenger Tour 2022. Si è giocato all' Arena Loire di Angers in Francia dal 5 all'11 dicembre 2022.

## Partecipanti al singolare

### Teste di serie
| Nazionalità | Giocatrice          | Ranking* | Testa di serie |
| ----------- | ------------------- | -------- | -------------- |
| Cina        | Zhang Shuai         | 24       | 1              |
| Ucraina     | Anhelina Kalinina   | 53       | 2              |
| Belgio      | Alison Van Uytvanck | 55       | 3              |
| Germania    | Tatjana Maria       | 70       | 4              |
| Germania    | Tamara Korpatsch    | 74       | 5              |
|             | Anna Blinkova       | 80       | 6              |
| Bulgaria    | Viktorija Tomova    | 90       | 7              |
|             | Varvara Gračëva     | 95       | 8              |

* Ranking al 28 novembre 2022.

### Altre partecipanti
Le seguenti giocatrici hanno ricevuto una wild card per il tabellone principale:
- Tessah Andrianjafitrimo
- Sofia Kenin
- Sabine Lisicki
- Jessika Ponchet
- Zhang Shuai

Le seguenti giocatrici sono entrata in tabellone con il ranking speciale:
- Yanina Wickmayer
- Katarina Zavac'ka

Le seguenti giocatrici sono passati dalle qualificazioni:
- Emeline Dartron
- Joanna Garland
- Magali Kempen
- Greet Minnen

Le seguenti giocatrici sono entrata in tabellone come lucky loser:
- Hina Inoue
- Pemra Özgen

### Ritiri
Prima del torneo
- Erika Andreeva → sostituita da  Yanina Wickmayer
- Elina Avanesjan → sostituita da  Rebecca Peterson
- Jodie Burrage → sostituita da  Anna-Lena Friedsam
- Vitalija D'jačenko → sostituita da  Joanne Züger
- Léolia Jeanjean → sostituita da  Pemra Özgen
- Linda Nosková → sostituita da  Jaqueline Cristian
- Nuria Párrizas Díaz → sostituita da  Katarina Zavac'ka
- Rebecca Peterson → sostituita da  Hina Inoue

## Partecipanti al doppio

### Teste di serie
| Nazione     | Giocatrice        | Nazione | Giocatrice        | Rank1 | Seed |
| ----------- | ----------------- | ------- | ----------------- | ----- | ---- |
| Stati Uniti | Alycia Parks      | Cina    | Zhang Shuai       | 98    | 1    |
| Georgia     | Natela Dzalamidze |         | Aleksandra Panova | 120   | 2    |

* Ranking al 28 novembre 2022.

### Altre partecipanti
La seguente coppia di giocatrici ha ricevuto una wild card per il tabellone principale:
- Magali Kempen /  Elixane Lechemia

## Campionesse

### Singolare
Alycia Parks ha sconfitto in finale  Anna-Lena Friedsam con il punteggio di 6-4, 4-6, 6-4.

### Doppio
Alycia Parks /  Zhang Shuai hanno sconfitto in finale  Miriam Kolodziejová /  Markéta Vondroušová con il punteggio di 6-2, 6-2.